# Албаредо д'Адидже
Албарѐдо д'А̀дидже (на италиански: Albaredo d'Adige; на венециански: Albarè, Албаре) е градче и община в Северна Италия, провинция Верона, регион Венето. Разположено е на 24 m надморска височина. Населението на общината е 5254 души (към 2015 г.).